# Scolytodes
Scolytodes är ett släkte av skalbaggar. Scolytodes ingår i familjen vivlar.

## Dottertaxa tillScolytodes, i alfabetisk ordning[1]
- Scolytodes acares
- Scolytodes acuminatus
- Scolytodes adustus
- Scolytodes aequipunctatus
- Scolytodes alni
- Scolytodes amabilis
- Scolytodes amoenus
- Scolytodes anceps
- Scolytodes argentinensis
- Scolytodes ater
- Scolytodes aterrimus
- Scolytodes atratus
- Scolytodes atrotibialis
- Scolytodes banosus
- Scolytodes bicolor
- Scolytodes blandfordi
- Scolytodes boliviae
- Scolytodes bolivianus
- Scolytodes boliviensis
- Scolytodes borealis
- Scolytodes brasilianus
- Scolytodes brasiliensis
- Scolytodes bruchi
- Scolytodes canaliculus
- Scolytodes canalis
- Scolytodes caudatus
- Scolytodes cecropiavorus
- Scolytodes cecropicolens
- Scolytodes cecropii
- Scolytodes cedrelae
- Scolytodes chapuisi
- Scolytodes circumsetosus
- Scolytodes clusiacolens
- Scolytodes clusiae
- Scolytodes clusiavorus
- Scolytodes columbianus
- Scolytodes comitabilis
- Scolytodes concavus
- Scolytodes confusus
- Scolytodes constrictus
- Scolytodes contractus
- Scolytodes costabilis
- Scolytodes crassus
- Scolytodes crinalis
- Scolytodes crinitus
- Scolytodes cubensis
- Scolytodes culcitatus
- Scolytodes cylindricus
- Scolytodes declivistriatus
- Scolytodes decorus
- Scolytodes discedens
- Scolytodes discriminatus
- Scolytodes dissimilis
- Scolytodes dubiosus
- Scolytodes eggersi
- Scolytodes electrosinus
- Scolytodes elongatissimus
- Scolytodes elongatus
- Scolytodes erineophilus
- Scolytodes exiguus
- Scolytodes eximius
- Scolytodes facetus
- Scolytodes festus
- Scolytodes ficicolens
- Scolytodes ficivorus
- Scolytodes frontoglabratus
- Scolytodes fulmineus
- Scolytodes genialis
- Scolytodes gennaeus
- Scolytodes glaber
- Scolytodes glaberescens
- Scolytodes glaberrimus
- Scolytodes glabratus
- Scolytodes glabrellus
- Scolytodes gracilis
- Scolytodes grandis
- Scolytodes guyanaensis
- Scolytodes habilis
- Scolytodes hagedorni
- Scolytodes hirsutus
- Scolytodes hondurensis
- Scolytodes imitans
- Scolytodes immanis
- Scolytodes impressus
- Scolytodes ingae
- Scolytodes ingavorus
- Scolytodes insularis
- Scolytodes interpunctatus
- Scolytodes irazuensis
- Scolytodes jucundus
- Scolytodes laevicorpus
- Scolytodes laevigatulus
- Scolytodes laevigatus
- Scolytodes laevis
- Scolytodes lepidus
- Scolytodes libidus
- Scolytodes limbatus
- Scolytodes longicollis
- Scolytodes longipennis
- Scolytodes major
- Scolytodes majus
- Scolytodes marginatus
- Scolytodes maurus
- Scolytodes medialis
- Scolytodes medius
- Scolytodes melanocephalus
- Scolytodes micidus
- Scolytodes minor
- Scolytodes minutissimus
- Scolytodes minutus
- Scolytodes mohogani
- Scolytodes montanus
- Scolytodes morulus
- Scolytodes multistriatus
- Scolytodes naevius
- Scolytodes nanellus
- Scolytodes nardus
- Scolytodes neoschwarzi
- Scolytodes nitellus
- Scolytodes nitens
- Scolytodes nitidissimus
- Scolytodes nitidus
- Scolytodes nodifrons
- Scolytodes notatus
- Scolytodes obesus
- Scolytodes oblongus
- Scolytodes obscurus
- Scolytodes ochromae
- Scolytodes ommateus
- Scolytodes opacicollis
- Scolytodes opacus
- Scolytodes opimus
- Scolytodes ovalis
- Scolytodes pacificus
- Scolytodes pannuceus
- Scolytodes parallelus
- Scolytodes parvulus
- Scolytodes parvus
- Scolytodes pelicipennis
- Scolytodes perditus
- Scolytodes permagnus
- Scolytodes perplexus
- Scolytodes perpusillus
- Scolytodes phoebeae
- Scolytodes piceus
- Scolytodes pilifer
- Scolytodes pilifrons
- Scolytodes plicatus
- Scolytodes plumeriae
- Scolytodes plumericolens
- Scolytodes praeceps
- Scolytodes proximus
- Scolytodes pseudoacuminatus
- Scolytodes pseudopiceus
- Scolytodes pubescens
- Scolytodes puer
- Scolytodes pumilus
- Scolytodes punctatus
- Scolytodes punctifer
- Scolytodes punctiferus
- Scolytodes punctifrons
- Scolytodes pusillimus
- Scolytodes pusillus
- Scolytodes radiatus
- Scolytodes reticulatus
- Scolytodes retifer
- Scolytodes rugicollis
- Scolytodes rugulosus
- Scolytodes schwarzi
- Scolytodes semipunctatus
- Scolytodes serenus
- Scolytodes setosus
- Scolytodes similis
- Scolytodes spadix
- Scolytodes striatulus
- Scolytodes striatus
- Scolytodes subcribrosus
- Scolytodes suspectus
- Scolytodes suturalis
- Scolytodes swieteniae
- Scolytodes tardus
- Scolytodes tenuis
- Scolytodes tolimanus
- Scolytodes triangulus
- Scolytodes trispinosus
- Scolytodes ungulatus
- Scolytodes unipunctatus
- Scolytodes varius
- Scolytodes venustulus
- Scolytodes venustus
- Scolytodes vesculus
- Scolytodes vestitus
- Scolytodes vicinus
- Scolytodes volcanus